# SISTINE

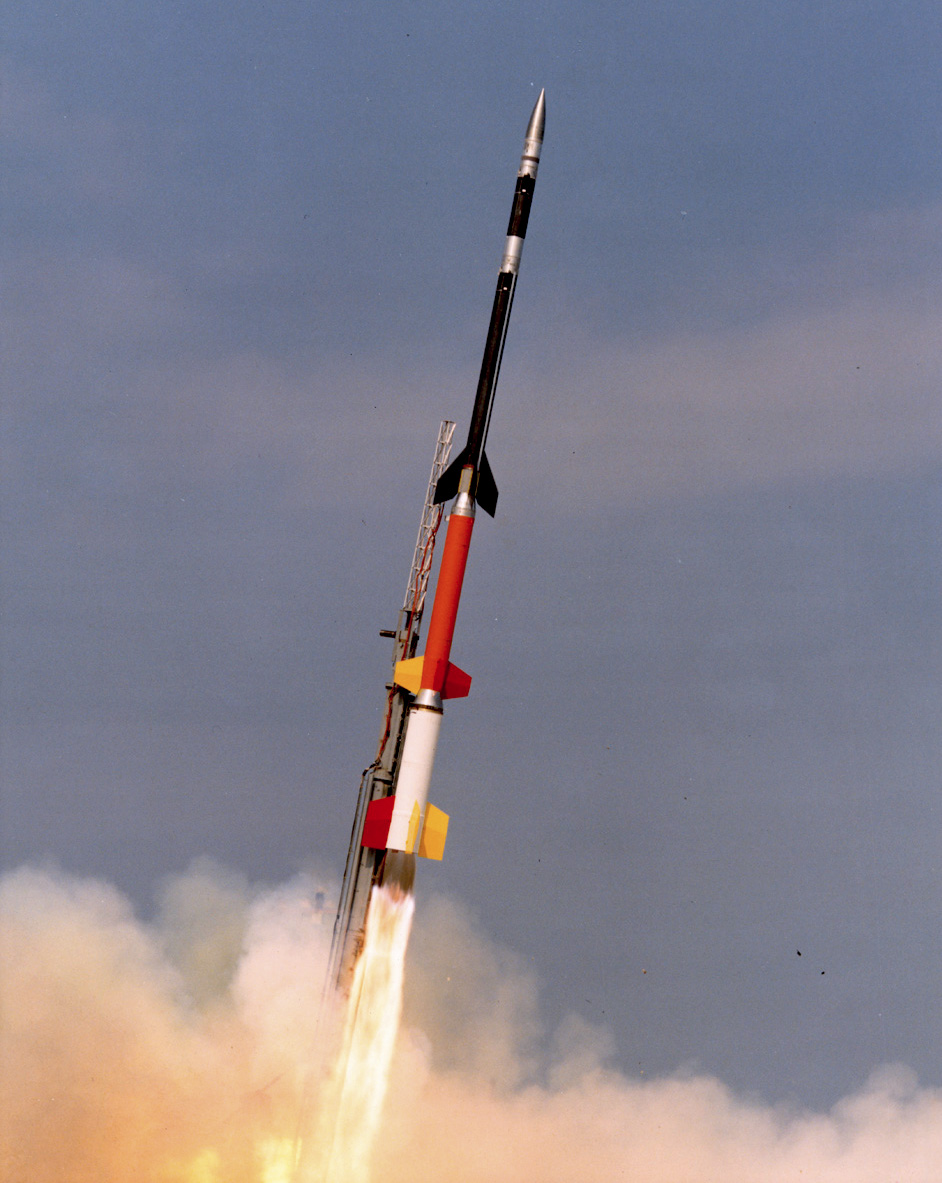
Запуск метеорологічної ракети Black Brant

SISTINE, також відома як місія SISTINE або програма SISTINE (акронім від «Suborbital Imaging Spectrograph for Transition region Irradiance from Nearby Exoplanet host stars» — суборбітальний спектрограф зображень для опромінення перехідної області від сусідніх головних зірок екзопланети, водночас Sistine є посиланням на італійську назву Сикстинської капели) — це місія NASA, призначена для вивчення далеких зірок як способу пошуку життя на екзопланетах.
Зонд має оцінити вплив ультрафіолетового випромінювання від близьких зірок на потенційне життя на планетах, що обертаються навколо них. Певна кількість ультрафіолету може розщепити прості органічні молекули, такі як метан, спонукаючи молекулярні фрагменти до перетворення у складніші молекули, необхідні для життя. З іншого боку, надто багато ультрафіолету може роз’єднати водяну пару, через що сонячний вітер вилучає її з атмосфери планети, залишаючи планету сухою та безплідною, як нині Марс. Дослідження також допоможе з'ясувати, чи є Сонце "нормальною" зіркою. 
Використовувана технологія у 100 разів перевищує УФ-спектроскопічні можливості космічного телескопа «Габбл».

## Запуски
Перше випробування місії було запущено 11 серпня 2019 року на ракеті Black Brant 9, двоступеневій ракеті-зонді на ракетному полігоні Вайт-Сандс, Нью-Мексико. Ця суборбітальна ракета може нести корисне навантаження понад півтонни, що, у випадку SISTINE, включає спектрографічне обладнання, здатне охоплювати дальній ультрафіолетовий спектральний діапазон від 100 до 160 нм, що добре підходить для вивчення сильних атомних емісійних ліній, пов’язаних із температурами формування в атмосферах зірки малої маси та їхній вплив на потенційні атмосфери екзопланет. Зонд літає за параболічною траєкторією, проводячи в космосі приблизно 20 хвилин, перш ніж знову увійти в атмосферу.
Другий запуск SISTINE відбувся 8 листопада 2021 року. Цей запуск був зосереджений на спостереженні за спектрами Проціон A.
Третій запуск відбувся 6 липня 2022 року о 13:47 UTC з Арнемського космічного центру в Нхулунбуї, північна Австралія, досягнувши апогею 243 км (151 миля). Цей запуск був зосереджений на спектрах Альфа Центавра A і B в системі Альфа Центавра, яка містить три зірки та Проксиму Центавра b, найближчу до Землі екзопланету.
Головним дослідником місії є астроном Кевін Франс, доцент кафедри астрофізичних і планетарних наук лабораторії фізики атмосфери та космосу Університету Колорадо в Боулдері, штат Колорадо.

## Виноски
1. 1 2  Hatfield, Miles (2 серпня 2019). Shining (Star)light on the Search for Life. NASA. Процитовано 3 серпня 2019.
2. ↑  NASA (2 серпня 2019). News Release 2-Aug-2019 - Shining (star)light on the search for life. EurekAlert!. Архів оригіналу за 2 серпня 2019. Процитовано 3 серпня 2019.
3. ↑  France, Kevin та ін. (2016). The SLICE, CHESS, and SISTINE Ultraviolet Spectrographs: Rocket-borne Instrumentation Supporting Future Astrophysics Missions. Journal of Astronomical Instrumentation. 5 (1): 1640001. arXiv:1512.00881. Bibcode:2016JAI.....540001F. doi:10.1142/S2251171716400018. S2CID 53974074.
4. 1 2  Staff (2019). 36.333 UG France/University of Colorado - Suborbital Imaging Spectrograph for Transition region Irradiance from Nearby Exoplanet host stars (SISTINE). NASA. Процитовано 3 серпня 2019.
5. ↑  Hatfield, Miles (8 листопада 2021). To Find Life on Other Planets, NASA Rocket Team Looks to the Stars. NASA. Процитовано 7 липня 2022.
6. ↑  Johnson-Groh, Mara (6 липня 2022). NASA Rockets Launch from Australia to Seek Habitable Star Conditions. NASA. Процитовано 6 липня 2022.
7. ↑  PBtS (18 грудня 2017). 428: Dr. Kevin France: Bright Researcher Studying Exoplanets and their Stars and Developing New Astrophysics Technology. PBtS. Процитовано 3 серпня 2019.
8. ↑  France, Kevin (209). Kevin France - profile. University of Colorado. Процитовано 3 серпня 2019.

## Дивись також
- DEUCE
- Метеорологічна ракета
- Ультрафіолетова астрономія
- Ультрафіолетова спектроскопія